# Le Gamin de Paris (film, 1932)
Pour les articles homonymes, voir Le Gamin de Paris.
Pour plus de détails, voir Fiche technique et Distribution.
Le Gamin de Paris est un film français réalisé par Gaston Roudès, sorti en 1932.

## Fiche technique
- Titre : Le Gamin de Paris
- Réalisation : Gaston Roudès
- Scénario : Gaston Roudès, d'après la pièce de Jean-François Alfred Bayard et Émile Vanderbruch
- Photographie : Scarciafico Hugo
- Décors : Claude Bouxin
- Musique : Max d'Yresme
- Production : Consortium Cinématographique Français
- Pays de production :  France
- Genre : Comédie
- Durée : 73 minutes
- Date de sortie : 
  - France : 6 septembre 1932

## Distribution
- Alice Tissot
- Pierre Arnac
- Georges Mauloy
- Jean-Louis Allibert
- Janine Parys
- Edmond Day
- Jules Roos
- France Dhélia
- Raymonde Vallières